# Folgefonntunneln

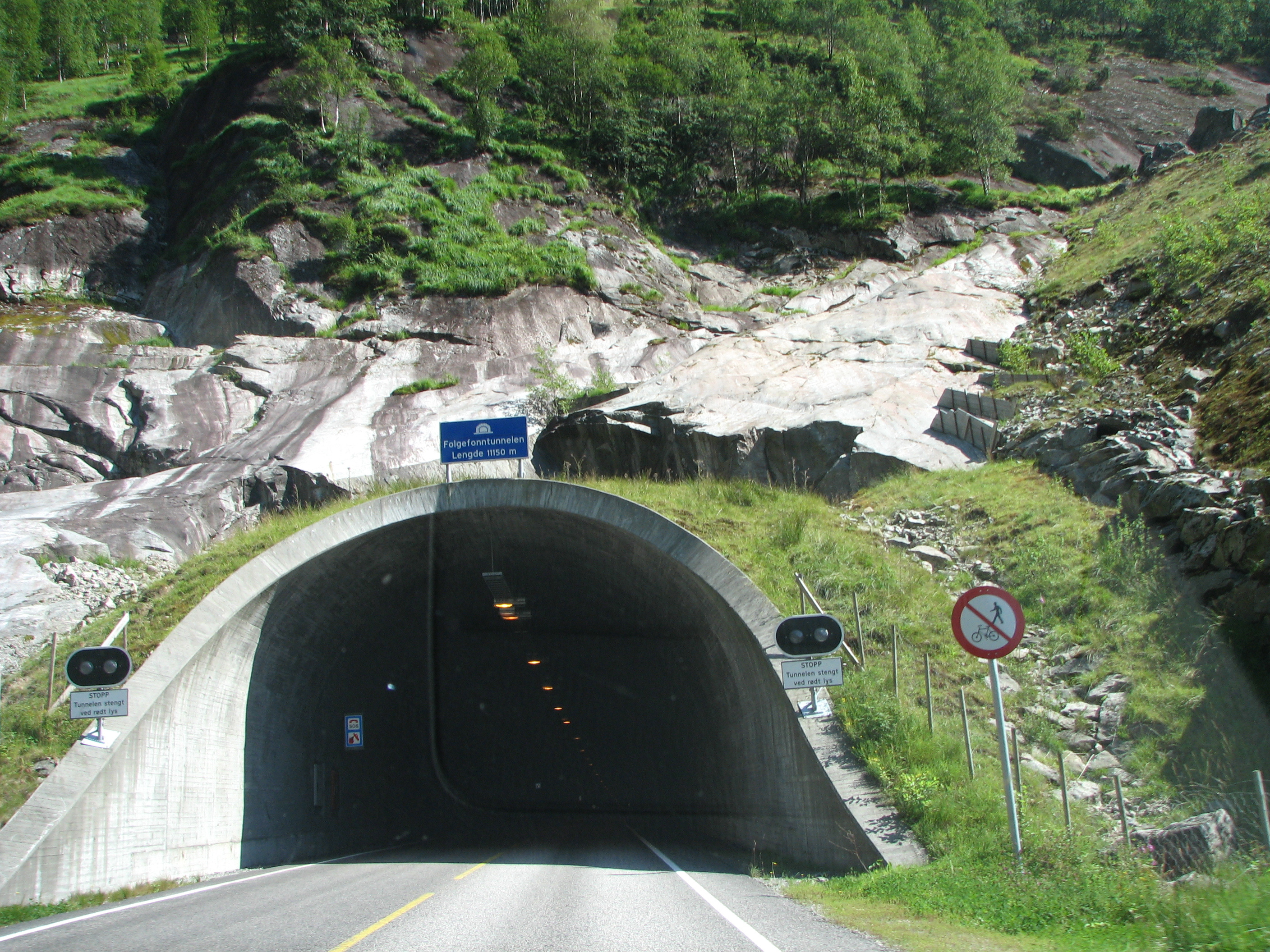
Folgefonnstunnelens västra mynning.

Folgefonntunneln (norska: Folgefonntunnelen) är en 11 137 meter lång tunnel som är Norges tredje längsta vägtunnel. Den går genom berget under glaciären Folgefonna och förbinder Eitrheim i Ullensvangs kommun med Mauranger i Kvinnherads kommun.
Byggplaneringen började på 1970-talet. Bygget påbörjades i juni 1998 och tog tre år. Den 15 juni 2001 öppnades tunneln, en resa som tidigare tog fyra timmar tar nu tio minuter. Tunneln finansierades till stor del med avgifter, men 2016 avskaffades de eftersom inplanerat belopp kommit in.
År 2012 öppnades en fortsättning, den 10,4 kilometer långa Jondalstunnelen. Med dessa tunnlar och en färja kan man ta sig mellan E134 och Bergen på ett ganska gent sätt. E134 är mindre känslig för snöstormar på vintern än riksväg 7, och detta blir en kortare väg mellan Oslo och Bergen än E16.